# (200260) 1999 WW18
(200260) 1999 WW18 es un asteroide perteneciente al cinturón de asteroides, descubierto el 30 de noviembre de 1999 por el equipo del Spacewatch desde el Observatorio Nacional de Kitt Peak, Arizona, Estados Unidos.

## Designación y nombre
Designado provisionalmente como 1999 WW18.

## Características orbitales
1999 WW18 está situado a una distancia media del Sol de 2,723 ua, pudiendo alejarse hasta 3,008 ua y acercarse hasta 2,438 ua. Su excentricidad es 0,104 y la inclinación orbital 6,003 grados. Emplea 1641,54 días en completar una órbita alrededor del Sol.

## Características físicas
La magnitud absoluta de 1999 WW18 es 16,5. Está asignado al tipo espectral.